# Hopfgarten im Brixental
Hopfgarten im Brixental é um município da Áustria, situado no distrito de Kitzbühel, no estado do Tirol. Tem 166,33 km² de área e sua população em 2019 foi estimada em 5.620 habitantes.